# Фотонабор
Фотонабор — этап допечатной подготовки в полиграфическом производстве, создание фотоформ для дальнейшего изготовления печатных форм (как правило, для офсетной печати). В 1970-х в связи с развитием офсетной печати фотонабор стал вытеснять технологии традиционного металлического набора.
Принцип фотонабора состоит в формировании на прозрачной плёнке изображений печатных полос, например с помощью фотографического процесса. Процедура осуществляется в фотонаборном автомате (ФНА). Первоначально для засветки светочувствительной плёнки использовалось экспонирование через вещественный шрифтоноситель (матрицу-шаблон с изображениями всех доступных букв и прочих знаков). Управляющая программа обеспечивала последовательное перемещение шрифтоносителя относительно поверхности плёнки, за каждый проход световой импульс засвечивал область одного знака. После экспонирования всей полосы плёнка подвергалась проявке.
С появлением компьютерных технологий оборудование на основе вещественного шрифтоносителя также было вытеснено из обихода. Современные ФНА получают изображение в цифровом виде с так называемых RIP, или растеризаторов.
В настоящее время экспонирование плёнки в фотонаборных автоматах осуществляется лучом лазера.
Технология изготовления печатных форм с использованием фотоформ называется CTF (Computer to Film).